# Langenau
Langenau là một thị xã thuộc huyện Alb-Donau, bang Baden-Württemberg, Đức. Đô thị này có diện tích 75,03 km², dân số thời điểm 31 tháng 12 năm 2020 là 15.470 người.